# Lethrus submandibularis
Lethrus submandibularis là một loài bọ cánh cứng trong họ Geotrupidae. Loài này được Lebedev miêu tả khoa học năm 1932.